# Testy dlja nastojaščich mužčin
Testy dlja nastojaščich mužčin (Тесты для настоящих мужчин) è un film del 1998 diretto da Andrej Razenkov.

## Trama
La psicologa professionista Anna e sua figlia vivono in una grande città. Nella sua giovinezza, è stata attaccata da teppisti e suo marito non poteva proteggerla. E ora, per evitare che ciò accada a sua figlia, organizza test per la figlia della sua amica che si trova in varie situazioni estreme.